# Папірус 45
Папірус 45 (П. Честер Бітті I), позначений сиглумом 𝔓45 (у нумерації рукописів Нового Завіту за Грегорі-Аландом), є раннім грецьким рукописом Нового Завіту, написаним на папірусі, і є одним із рукописів, що містять папіруси Честера Бітті, група ранньохристиянських рукописів, знайдених у 1930-х роках і придбаних бізнесменом і філантропом Альфредом Честером Бітті. Бітті придбав рукопис у 1930-х роках у єгипетського книготорговця. Згодом він був опублікований в «The Chester Beatty Biblical Papyri, Descriptions and Texts of Twelve Manuscripts on Papyrus of the Greek Bible» палеографом, біблеїстом і вченим-класиком Фредеріком Г. Кеньоном у 1933 році  :121, 118. З папірусами Честера Бітті пов’язано кілька місць відкриття, найімовірніше, це Фаюм в Єгипті (сухі піски Єгипту були притулком для пошуку дуже ранніх рукописів з кінця 1800-х років). Використовуючи дослідження порівняльних стилів письма (палеографія), його датують початком 3 століття нашої ери. Тому це робить його найранішим прикладом не лише чотирьох Євангелій, що містяться в одному томі, але й Діянь Апостолів. :134. Він містить вірші у фрагментарній формі з текстів Матвія, розділи 20–21 і 25–26; Марка розділи 4–9 і 11-12; Луки, розділи 6–7 і 9–14; Івана глави 4–5 і 10–11; і Дії, розділи 4–17. :vii. Зараз рукопис зберігається в бібліотеці Честера Бітті в Дубліні, Ірландія, за винятком одного аркуша, який містить Метта. 25:41–26:39 в Österreichische Nationalbibliothek, Відень (Пап. Віндоб. Г. 31974). :109
У листопаді 2020 року CSNTM спільно з Hendrickson Publishers випустили нове факсимільне видання з високою роздільною здатністю 𝔓45 на чорно-білому фоні, разом з рукописами 𝔓46 і 𝔓47.

## Опис
Рукопис сильно пошкоджений і фрагментований. Папірус був переплетений в кодекс (попередник сучасної книги), який, можливо, складався з 220 сторінок, однак збереглося лише 30 (дві з Матвія, шість у Марка, сім у Луки, дві в Івана та тринадцять в Діяннях). :54Він складався лише з двох листків (чотири сторінки), які були сформовані шляхом складання одного аркуша папірусу навпіл, з горизонтальними волокнами (завдяки тому, як папірус виготовляють із смужок рослини папірусу), зверненими один до одного. внутрішні сторінки, а зовнішні мали вертикальні волокна. Таким чином, порядок волокон у quire може бути позначений VHHV, і ця послідовність є життєво важливим фактором у реконструкції рукопису.  На всіх сторінках є прогалини, із дуже малою кількістю закінчених рядків. :54Листя Матвія та Іоанна збереглися лише невеликими фрагментами, які потрібно зібрати разом, щоб скласти сторінку. :54Оригінальні сторінки мали приблизно 10 на 8 дюймів. :54На відміну від багатьох інших збережених рукописів ІІІ століття, які зазвичай містили лише Євангелія, або лише католицькі листи, чи лише послання Павла, цей рукопис, можливо, містив більше ніж одну групу текстів Нового Завіту. :54Ця гіпотеза пов’язана з використанням зборів двох листків, відомого як єдиний запит, тоді як більшість інших кодексів складалися з кількох сторінок в одному запиті (всі сторінки накладалися одна на одну, а потім складалися посередині, щоб зробити один блок) або кілька сторінок, розділених на кілька квізів (групи по 8-10 сторінок, накладених один на одного, потім складених навпіл, щоб утворити окремі блоки), які потім зшивали разом, щоб утворити повний том. :54, fn. 5Невідомо, чи був кодекс укладений у шкіряну обкладинку чи з іншого матеріалу. :vii
Незважаючи на фрагментарність, кодекс містить свідчення про наступні вірші з Нового Завіту:
| Книга  | Розділ і вірш(и) |
| ------ | --- |
| Матвій | 20:24–32; 21:13–19; 25:41–46; 26:1–39 |
| Марк   | 4:36–40; 5:15–26, 38–43; 6:1–3, 16–25, 36–50; 7:3–15, 25–37; 8:1, 10–26, 34–38; 9:1–8, 18–31; 11:27–33; 12:1, 5–8, 13–19, 24–28 |
| Лука   | 6:31–41, 45–49; 7:1–7; 9:26–41, 45–62; 10:1, 6–22, 26–42; 11:1, 6–25, 28–46, 50–54; 12:1–12, 18–37, 42–59; 13:1, 6–24, 29–35; 14:1–10, 17–33 |
| Джон   | 4:51–54; 5:1–3, 20–25; 10:7–25, 31–42; 11:1–10, 18–36, 43–57 |
| акти   | 4:27–36; 5:1–20, 30–39; 6:7–15; 7:1–2, 10–21, 32–41, 52–60; 8:1, 14–25, 34–40; 9:1–6, 16–27, 35–43; 10:1–2, 10–23, 31–41; 11:2–14, 24–30; 12:1–5, 13–22; 13:6–16, 25–36, 46–52; 14:1–3, 15–23; 15:2–7, 19–26, 38–41; 16:1–4, 15–21, 32–40; 17:9–17 |

## Текстовий символ
Через масштаби пошкодження вченим було важко визначити відношення тексту до стандартних груп типів тексту (типи текстів — це групи різних рукописів, які мають спільні конкретні чи загально пов'язані читання, які потім відрізняються одна від одної групи, і, таким чином, суперечливі читання можуть відокремити групи, які потім використовуються для визначення оригінального тексту як опублікованого; є три основні групи з назвами: александрійська, західна та візантійська ). :205-230Кеньон визначив, що текст Євангелія від Марка в рукописі репрезентує тип тексту кесаревого розтину, відповідно до визначення групи біблеїстом Бернеттом Хілманом Стрітером. :262Преподобний Холліс Х'юстон розкритикував транскрипцію Кеньоном різних частково збережених слів і дійшов висновку, що глави 6 і 11 Марка в 𝔓45 не могли б точно вписатися в одну з встановлених текстових груп, особливо не в кесарів, через рукопис, що передував відмітним текстам для кожного. тип 4–5 ст. :265, 268, 270-271Це пояснюється тим, що визначення «типу тексту» ґрунтується на прочитаннях, знайдених у рукописах, датованих після Міланського едикту (313 р.) імператора Костянтина, який припинив переслідування християн у Римській імперії, що дозволило їм вільно робити копії Нового та Старого Завітів під егідою офіційного процесу копіювання. :55-56Таким чином, ці рукописи були створені в контрольованому середовищі, в той час як ранні папіруси не були, тож можна було встановити конкретні групи текстових типів. Рукопис має велику кількість унікальних (відомих як однини ) прочитань (це слова/фрази, яких немає в інших рукописах Нового Завіту в окремих віршах). Щодо походження цих унікальних читань, EC Colwell коментує:
«Як редактор, писар 𝔓45 орудував гострою сокирою. Найяскравішим аспектом його стилю є його лаконічність. Незамінне слово обходиться. Він пропускає прислівники, прикметники, іменники, частки, дієслова, особисті займенники — без будь-якої компенсаційної звички додавати. Він часто пропускає фрази та речення. Він віддає перевагу простому, а не складному. Одним словом, він виступає за стислість. Він скорочує текст принаймні в п’ятдесяти місцях лише в окремих читаннях. Але він не скидає ні складів, ні букв. Його скорочений текст читається».

### Текстовий зв'язок з іншими рукописами Нового Завіту
Текстове співвідношення рукопису варіюється від книги до книги. У Марка аналіз різних прочитань, зазначених у текстовому апараті Грецького Нового Завіту Об’єднаного Біблійного Товариства (4-е видання) (критичне видання грецького Нового Завіту, яке, спираючись на наукові принципи, намагається реконструювати оригінальний текст з доступних стародавніх рукописів), поміщає 𝔓45 у групу, яка включає W (для розділів 5–16), Codex Koridethi (Θ), текстову групу Сімейство 1 та мінускули 28, 205, 565 ; синайський сирійський рукопис, вірменські рукописи Нового Завіту та грузинські рукописні версії Нового Завіту ; і цитати Нового Завіту, які можна знайти в творах раннього церковного письменника Орігена. Ця група відповідає тому, що Стрітер назвав «східним типом» тексту. :27, 108У Луки одинадцятисторонній розділ PAM (спеціальний аналітичний метод), заснований на даних грецького рукопису, пов'язаний з томом Parallel Pericopes Інституту дослідження тексту Нового Завіту (INTF), поміщає рукопис у групу з Codex. Єфрем Рескрипт (C), Codex Regius (L), Codex Zacynthius (Ξ) і мінускули 33, 892 і 1241. В Діяннях олександрійський тип тексту є його найближчим текстовим зв'язком.
Підраховано, що в кодексі пропущено Pericope Adulterae (Ів. 7:53-8:11). 

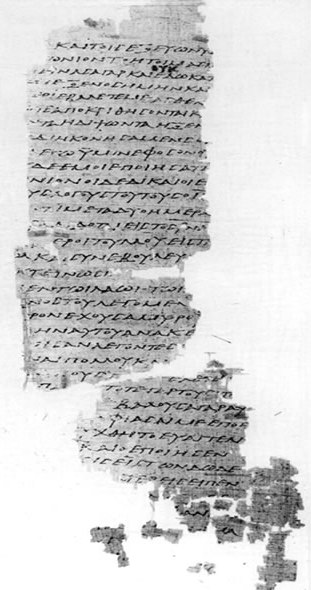
Матвія 25:41-46 в Папірусі 45

## Дивіться також
- Список папірусів Нового Завіту
- Папіруси Честера Бітті